# Alice's Adventures in Wonderland (filme de 1972)
Alice's Adventures in Wonderland  (no Brasil: As Aventuras de Alice no Mundo das Maravilhas) é um filme do Reino Unido dirigido por William Sterling e baseado na obra de Lewis Carroll, Alice no País das Maravilhas. O filme é estrelado por Fiona Fullerton.

## Elenco
- Fiona Fullerton - Alice
- Michael Jayston - Lewis Carroll (Charles Dodgson)
- Hywel Bennett - Duckworth
- Michael Crawford - Coelho Branco
- Davy Kaye - Camundongo
- William Ellis - Dodo
- Freddie Earlle - Porquinho-da-Índia, Coruja
- Julian Chagrin - Bill, o lagarto
- Mike Elles - Porquinho-da-Índia 2
- Ralph Richardson - A Lagarta
- Fred Cox - Tweedledum
- Frank Cox - Tweedledee
- Peter O'Farrell - Soldado Peixe
- Ian Trigger - Soldado Sapo (como Peter Trigger)
- Peter Bull - Duquesa
- Patsy Rowlands - Cozinheiro
- Roy Kinnear - Gato Risonho
- Robert Helpmann - Chapeleiro Maluco
- Peter Sellers - A Lebre de Março
- Dudley Moore - Dormouse
- Dennis Waterman - 2 de Espadas
- Ray Brooks - 5 de Espadas
- Richard Warwick - 7 de Espadas
- Dennis Price - Rei de Copas
- Flora Robson - Rainha de Copas
- Rodney Bewes - Valete de Copas
- Spike Milligan - Gryphon
- Michael Hordern - Tartaruga Fingida
- Victoria Shallard - Lorina
- Pippa Vickers - Edith
- Ray Edwards - Águia
- Stanley Bates - Macaco
- Melita Manger - Esquilo
- Angela Morgan - Lory
- June Kidd - Pega
- Michael Reardon - Sapo
- Brian Tripping - Pato